# Kurayoshi
Kurayoshi (jap. 倉吉市 Kurayoshi-shi) – miasto w Japonii, w prefekturze Tottori,  w południowo-zachodniej części wyspy Honsiu.

## Położenie
Miasto leży we wschodniej części prefektury. Jest drugim pod względem terytorium miastem w prefekturze, po Tottori. Miasto graniczy z: Hokuei, Yurihama, Misasa, Kōfu, Kotoura w prefekturze Tottori oraz z Maniwą w prefekturze Okayama.

## Historia
1 października 1889 roku w powiecie Kume powstała miejscowość Kurayoshi. 1 kwietnia 1896 roku została częścią nowo powstałego powiatu Tōhaku. 1 października 1953 Kurayoshi, w wyniku połączenia okolicznych wsi i miejscowości, zdobyło status miasta. 22 marca 2005 roku do miasta przyłączyło się miasteczko Sekigane.

## Populacja
Zmiany w populacji Kurayoshi w latach 1970–2015:
| Rok  | Populacja |
| ---- | --------- |
| 1970 | 54 740    |
| 1975 | 55 709    |
| 1980 | 57 252    |
| 1985 | 57 306    |
| 1990 | 56 602    |
| 1995 | 55 669    |
| 2000 | 54 027    |
| 2005 | 52 592    |
| 2010 | 50 720    |
| 2015 | 49 044    |

## Miasta partnerskie
- Korea Południowa: Naju
- Japonia: Matsudo